# X-Men Legends
X-Men Legends er et videospil til X-box, Playstation 2, Gamecube og N-gage. Du spiller som X-Men og slås mod mutanterne med Sentinels ocg mod Magneto og hans Brotherhood of Mutants. 

## Karakterer
- Michelle Arthur – Moira
- Dee Bradley Baker – Nightcrawler, Multiple Man
- Leigh-Allyn Baker – Jean Grey
- Steven Jay Blum – Wolverine
- Earl Boen – Colossus
- Cheryl Carter – Storm
- Grey DeLisle – Mystique
- John Di Maggio – Juggernaut
- Robin Atkin Downes – Cyclops, Pyro
- Richard Doyle – Beast
- Jeannie Elias – Illyana
- Dorian Harewood – Shadow King
- Dan Hay – Apocalypse
- Tony Jay – Magneto
- Mark Klastorin – Blob
- Nancy Linari – Marrow
- Peter Lurie – Avalanche, Sabretooth
- Scott MacDonald – Gambit
- Masasa – Psylocke
- Erin Matthews – Rogue
- Danica McKellar – Jubilee
- Matt Nolan – Havok
- Lou Diamond Phillips – Forge
- Darren Scott – Iceman
- Armin Shimerman – Toad
- André Sogliuzzo – Angel
- Patrick Stewart – Professor Charles Xavier
- Cree Summer – Magma